# Willa Pod Kogutkiem w Radości
Willa Pod Kogutkiem w Warszawie-Radości, zwana też willą Fertnera – jednopiętrowy zabytkowy dom wzniesiony w 1912 przy ulicy Junaków 33/35, w osiedlu Radość w warszawskiej dzielnicy Wawer. Obiekt jest częściowo zrujnowany.

## Historia

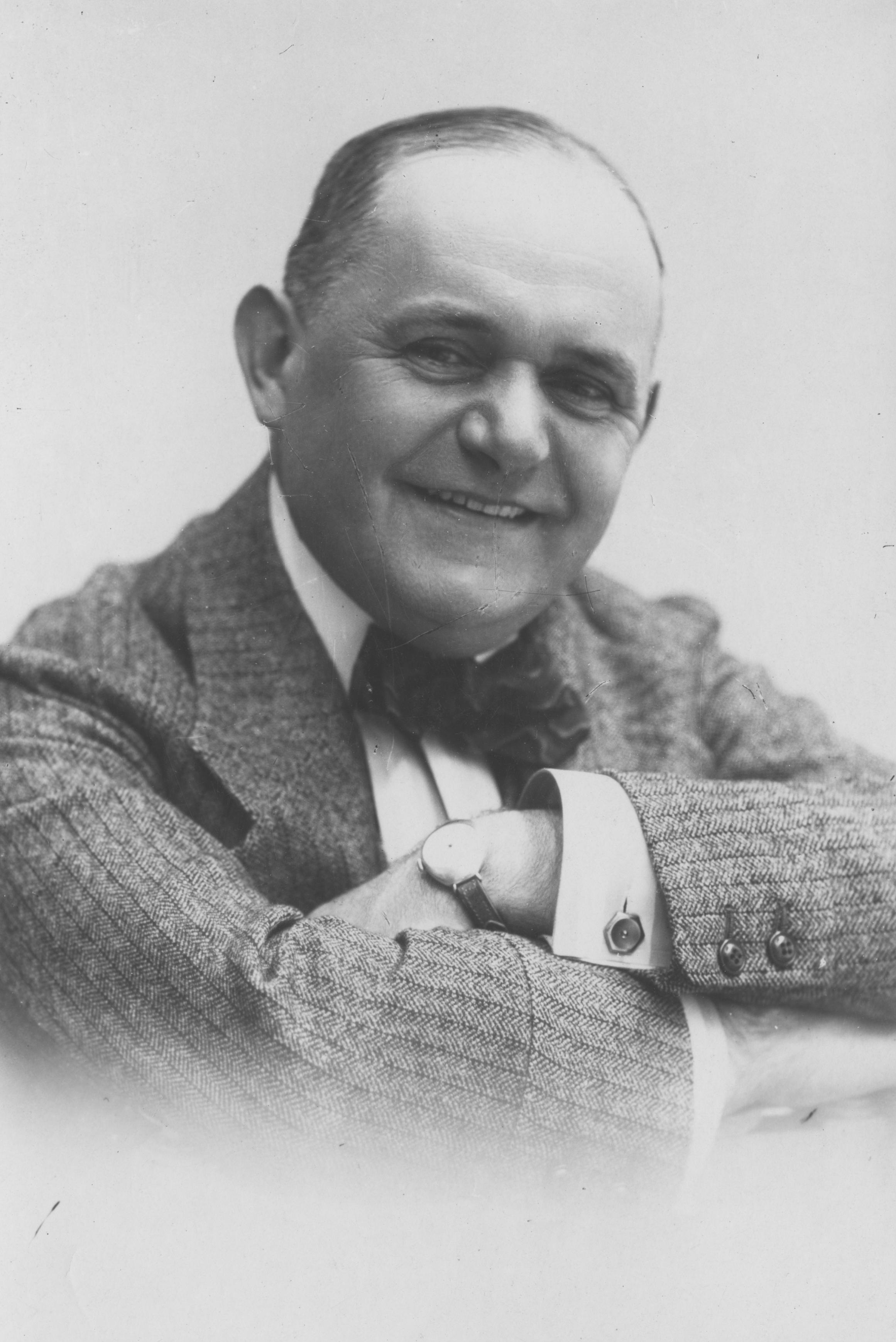
Antoni Fertner

Budynek został wzniesiony w 1912 i był jednym z pierwszych murowanych budynków osiedla. W 1918 zakupił go aktor Antoni Fertner jako swoją podwarszawską siedzibę. Bywały tutaj osoby z ówczesnej elity kulturalnej, m.in. Eugeniusz Bodo, Mieczysława Ćwiklińska, Leopold Staff i Aleksander Żabczyński.
Po II wojnie światowej w budynku mieszkał działacz społeczny Jan Jarecki, mieścił się sklep „Społem”, a później obiekt podlegał miejskiemu kwaterunkowi. W małych, dwupokojowych mieszkaniach zakwaterowano 9 rodzin.
W 2000 budynek na powrót stał się własnością spadkobierców rodziny Antoniego Fertnera. W tym samym roku został wpisany na listę zabytków. W 2013 był własnością byłej żony Antoniego Fertnera juniora, zamieszkałej w Sztokholmie Jolanty Dafgaard. Następnie przed 2016 obiekt został sprzedany kolejnym właścicielom.
17 kwietnia 2016 pod willą zorganizowano happening, mający na celu uratowanie budynku przed zniszczeniem. Jednym z jego elementów był uroczysty przyjazd do Radości postaci Antoniego Fertnera, w którą wcielił się aktor Maciej Damięcki, odgrywający tę postać w serialu telewizyjnym pt. „Bodo”.

## Architektura
Willa ma dwie kondygnacje, posiada przeszklone werandy. Ma szatę typową dla klasycyzmu. Na szczycie fasady posiada rzeźbę koguta, czemu zawdzięcza swoją nazwę „Pod Kogutkiem”. Budynek otacza zaniedbany ogród.